# Weberocereus tonduzii
A Weberocereus tonduzii egy ritka esőerdei epifita kaktusz, kultúrában nem lehet megtalálni.

## Elterjedése és élőhelye
Costa Rica: Copey tartomány, Santa Maria de Dota környékén, 1800–2500 m tszf. magasságban.

## Jellemzői
Ritkásan elágazó epifita, erős ágakkal, színe mélyzöld, hajtásai három bordásak, valamelyest bevágottak, 25 mm átmérőjűek, areolái kicsik, kissé kiemelkednek a hajtás éleiről, lágy serteszőröket viselnek csupán. Virágai 80 mm hosszúak, a pericarpium és a tölcsér feketén gyapjas areolái fekete töviseket viselnek. Külső szirmai barnásak, 20 mm hosszúak, a belsők krémfehérek, 25 mm hosszúak. Termése körteformájú, sok areolát és kevés tövist viselnek, citromsárga, a pulpája fehér.